# Korczew (gmina)
Pour les articles homonymes, voir Korczew.
Korczew est une gmina rurale (gmina wiejska) de la powiat de Siedlce, dans la Voïvodie de Mazovie, dans le centre-est de la Pologne.
Son siège administratif (chef-lieu) est le village de Korczew, qui se situe environ 32 kilomètres au nord-est de Siedlce (siège de la powiat) et 111 kilomètres à l'est de Varsovie (capitale de la Pologne).
La gmina couvre une superficie de 105,14 km2 pour une population de 3 022 habitants en 2006.

## Histoire
De 1975 à 1998, la gmina est attachée administrativement à la voïvodie de Siedlce.

Depuis 1999, elle fait partie de la voïvodie de Mazovie.

## Géographie
La gmina inclut les villages et localités de :

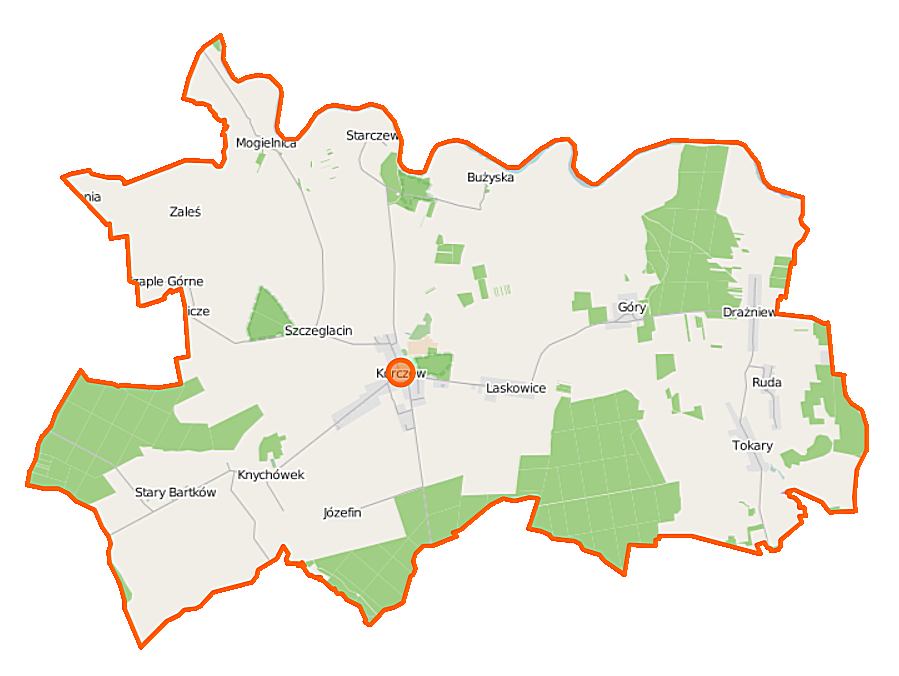
Plan de la gmina

- Bartków
- Bużyska
- Czaple Górne
- Drażniew
- Góry
- Józefin
- Juhana
- Knychówek
- Korczew
- Laskowice
- Mogielnica
- Mokrany-Gajówka
- Nowy Bartków
- Ruda
- Sarnowiec
- Starczewice
- Stary Bartków
- Szczeglacin
- Tokary
- Tokary-Gajówka
- Zacisze
- Zaleś

### Gminy voisines
La gmina de Korczew est voisine des gminy suivantes :
- Drohiczyn
- Paprotnia
- Platerów
- Przesmyki
- Repki

## Structure du terrain
D'après les données de 2002, la superficie de la commune de Korczew est de 105,14 km2, répartis comme telle :
- terres agricoles : 67%
- forêts : 24%

La commune représente 6,56% de la superficie du powiat.

## Démographie
Données du 30 juin 2004 :
| Description        | Total  | Total | Femmes | Femmes | Hommes | Hommes |
| ------------------ | ------ | ----- | ------ | ------ | ------ | ------ |
| Unité              | Nombre | %     | Nombre | %      | Nombre | %      |
| Population         | 3 043  | 100   | 1 516  | 49,8   | 1 527  | 50,2   |
| Densité (hab./km²) | 28,9   | 28,9  | 14,4   | 14,4   | 14,5   | 14,5   |